# 名古屋市美術館
名古屋市美術館（なごやしびじゅつかん、英語表記：Nagoya City Art Museum）は、愛知県名古屋市中区の白川公園（「芸術と科学の杜」）内にある美術館である。
1988年（昭和63年）4月22日に開館。建物は建築家である黒川紀章の代表作として名高い。地元出身でもある黒川が名古屋城や大須観音、熱田神宮など名古屋の伝統的な建築物の意匠を随所に取り入れている。鴻池組施工。

## 主な収蔵品
コレクションは、三岸節子・前田青邨・川合玉堂・熊谷守一・山本悍右・岸本清子ら郷土作家の作品の他、
1. エコール・ド・パリ（稲沢市生まれの荻須高徳が関わった縁から）
2. メキシコ・ルネサンス（瀬戸市ゆかりの北川民次がメキシコで活躍した縁、メキシコシティと名古屋市の姉妹都市締結の縁から）
3. 現代美術（愛知出身の荒川修作、河原温、桑山忠明らコンセプチュアル・アート、ミニマルアートで世界的に活躍する作家、および同時代の日本内外の作家）

を中心に収蔵している。

### エコール・ド・パリ
- モイズ・キスリング - 「新聞のある静物」「ルネ・キスリング夫人の肖像」
- マルク・シャガール - 「二重肖像」
- シャイム・スーティン - 「鳥のいる静物」「農家の娘」「セレの風景」
- ジュール・パスキン - 「クララとジュヌヴィエーヴ」「横たわるエリアーヌ」
- アメデオ・モディリアーニ - 「立てる裸婦」「おさげ髪の少女」
- モーリス・ユトリロ - 「マルカデ通り」「ノルヴァン通り」「ラパン・アジール」
- マリー・ローランサン - 「横たわる裸婦」「サーカスにて 」「アポリネールの娘」
- 荻須高徳 - 「サンドニ風景」
- 田中保 - 「ソリタ・ソラノの肖像」

### メキシコ・ルネサンス
- ホセ・グアダルーペ・ポサダ - 「骸骨の自転車乗り」
- ホセ・クレメンテ・オロスコ - 「メキシコ風景」
- ルフィーノ・タマヨ - 「黒人の仮面」「乗り遅れた乗客」「夜の踊り子たち 」「苦悶する人」「横笛を吹く人」
- ディエゴ・リベラ - 「プロレタリアの団結」
- フリーダ・カーロ - 「死の仮面を被った少女」

### 現代美術
- 赤瀬川原平 不在の部屋
- 浅野弥衛 無題
- アレクサンダー・コールダー　 《ファブニール・ドラゴンⅡ》
- 荒川修作 デュシャンの大ガラスを小さな細部としている図式
- アンゼルム・キーファー シベリアの王女
- 河口龍夫 関係-質
- 河原温 Nov.15, 1979
- 桑山忠明 無題　白/黒/黄土
- 小清水漸 夢の浮舟―赤い舟
- 瀧口修造 デカルコマニー
- 山本悍右 伽藍の鳥籠
- ジェームズ・タレル 『知覚の部屋－テレフォンブース；意識の変容』
- トニー・クラッグ 住処のある静かな場所
- フランク・ステラ 説教
- ベルント＆ヒラ・ベッヒャー（英語版） 巻上げ機
- 元永定正 作品
- 李禹煥 風とともに

### 日本画
- 川合玉堂 - 「秋嶺白雲」
- 福田平八郎 - 「蜜柑」
- 前田青邨 - 「宿場」「帰猟」「修羅道」「富貴花」
- 横山大観 - 「日月」

## ギャラリー

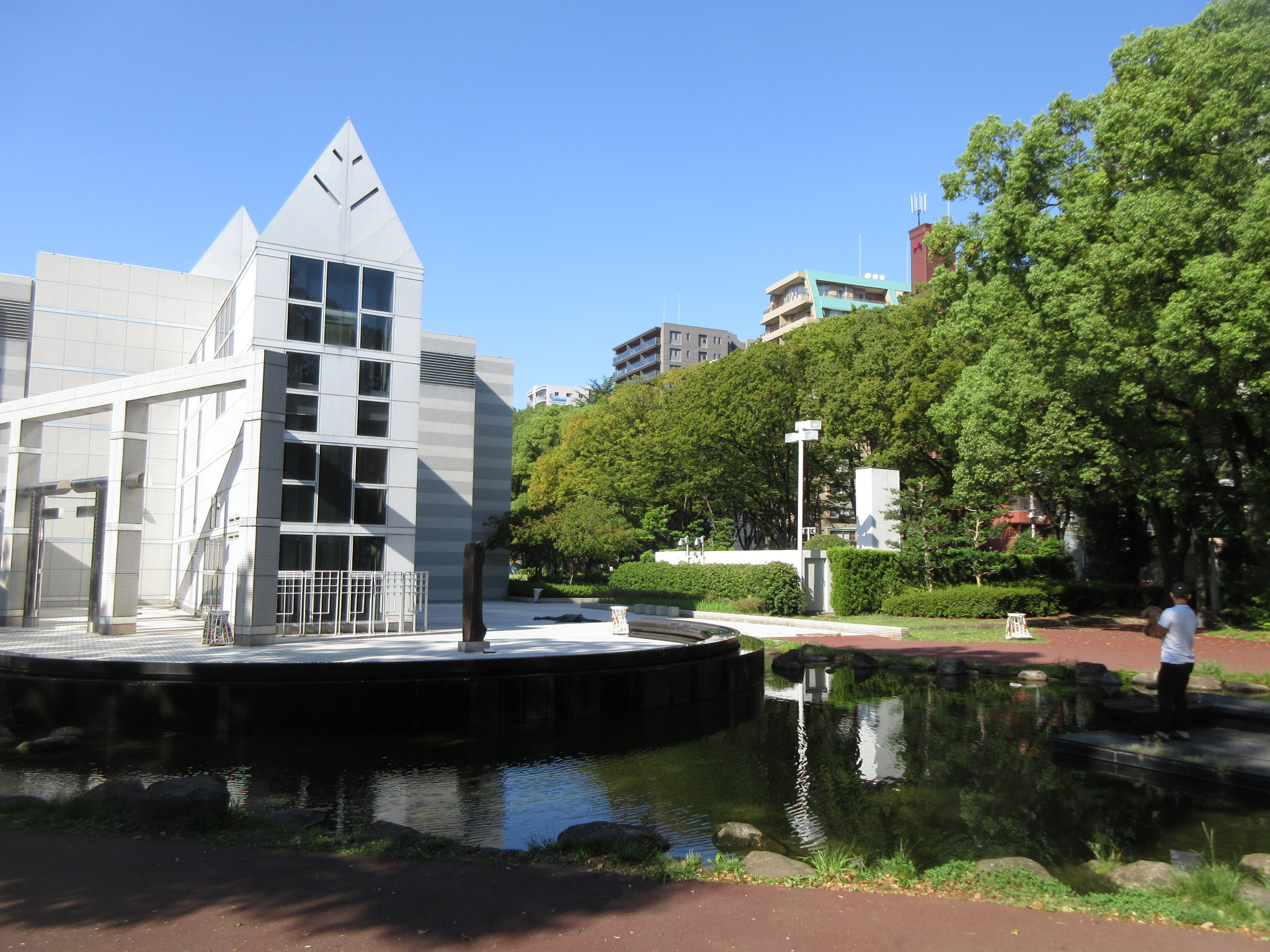
建物の南側
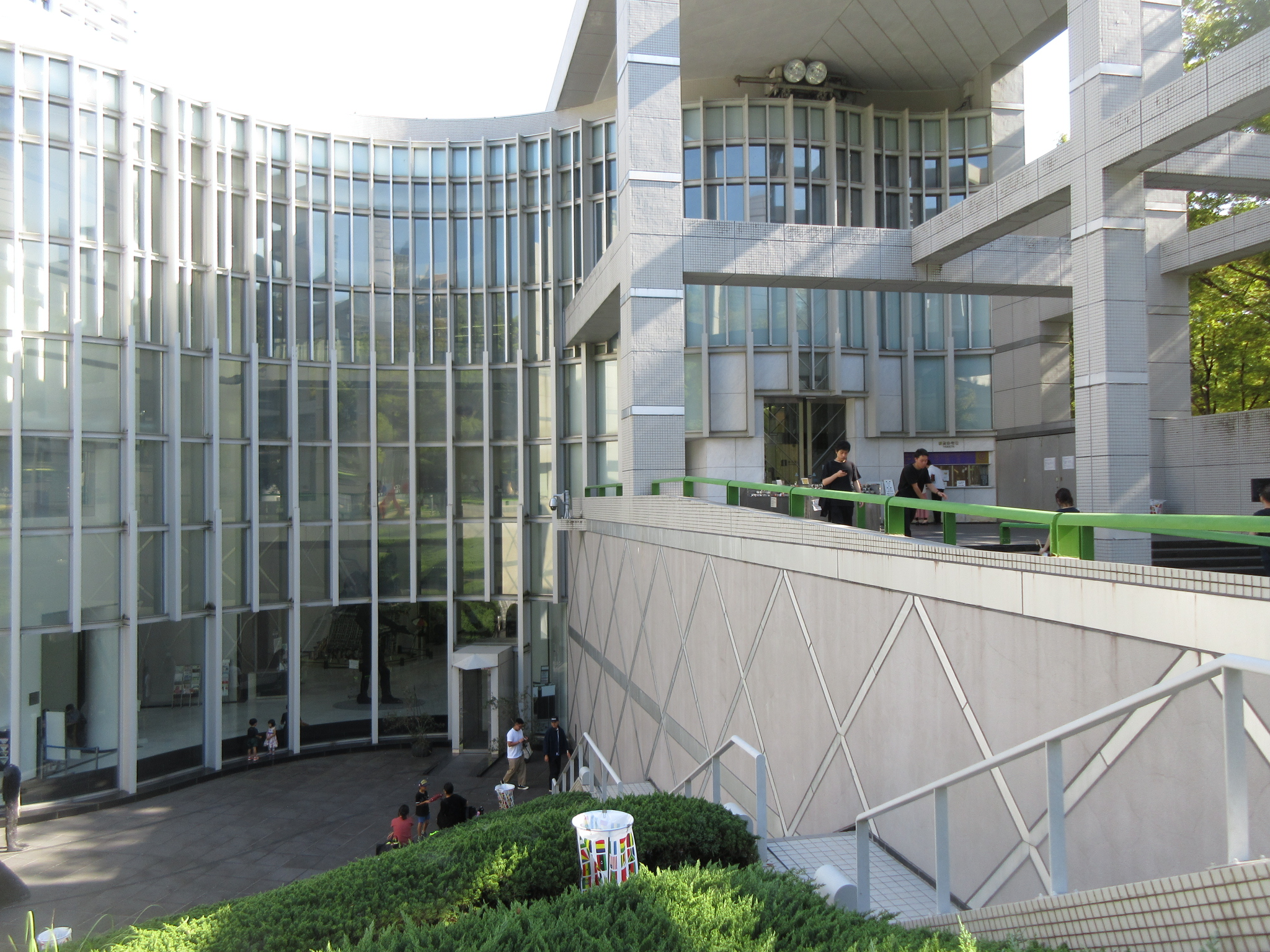
入口付近
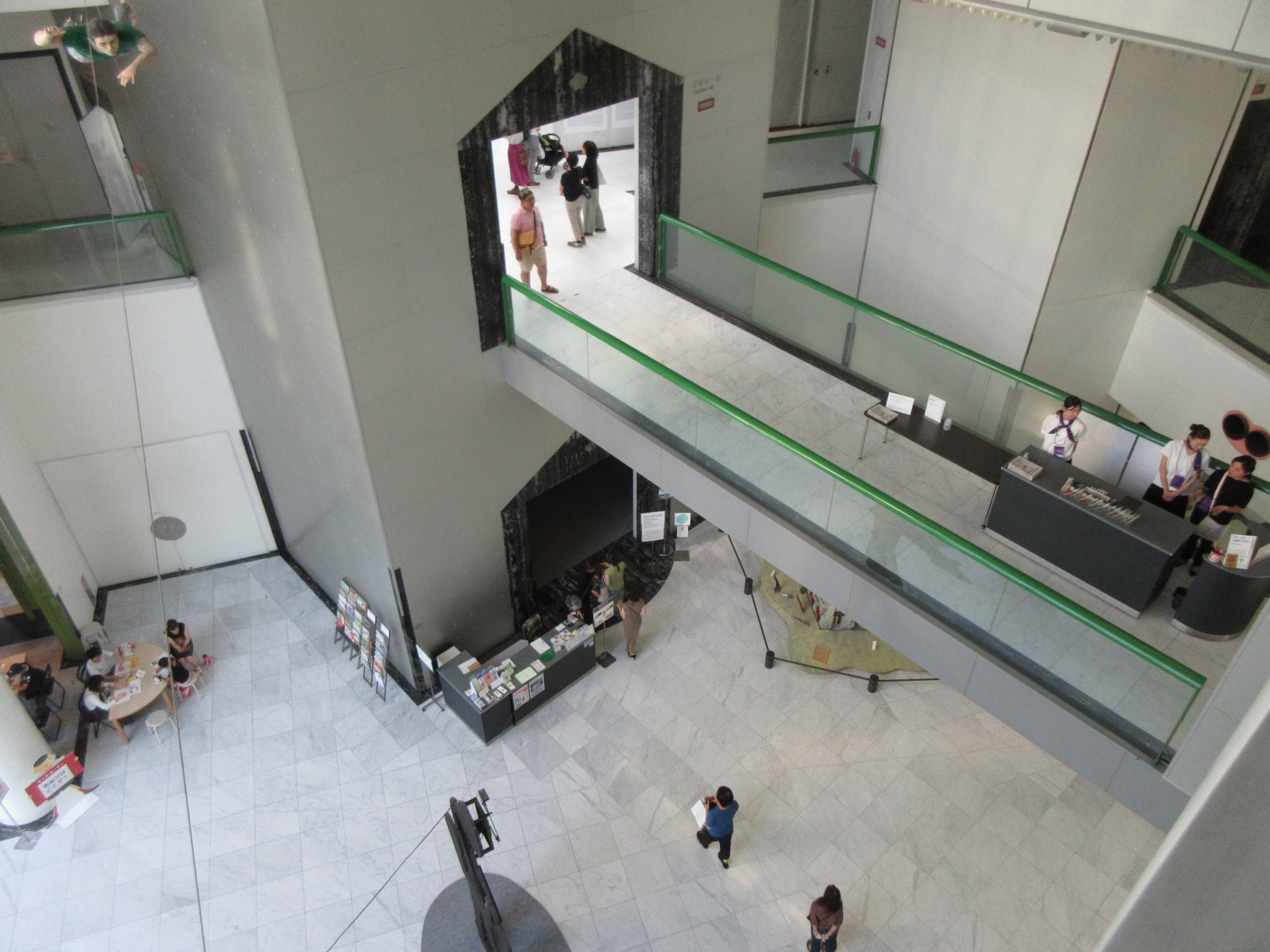
建物の中
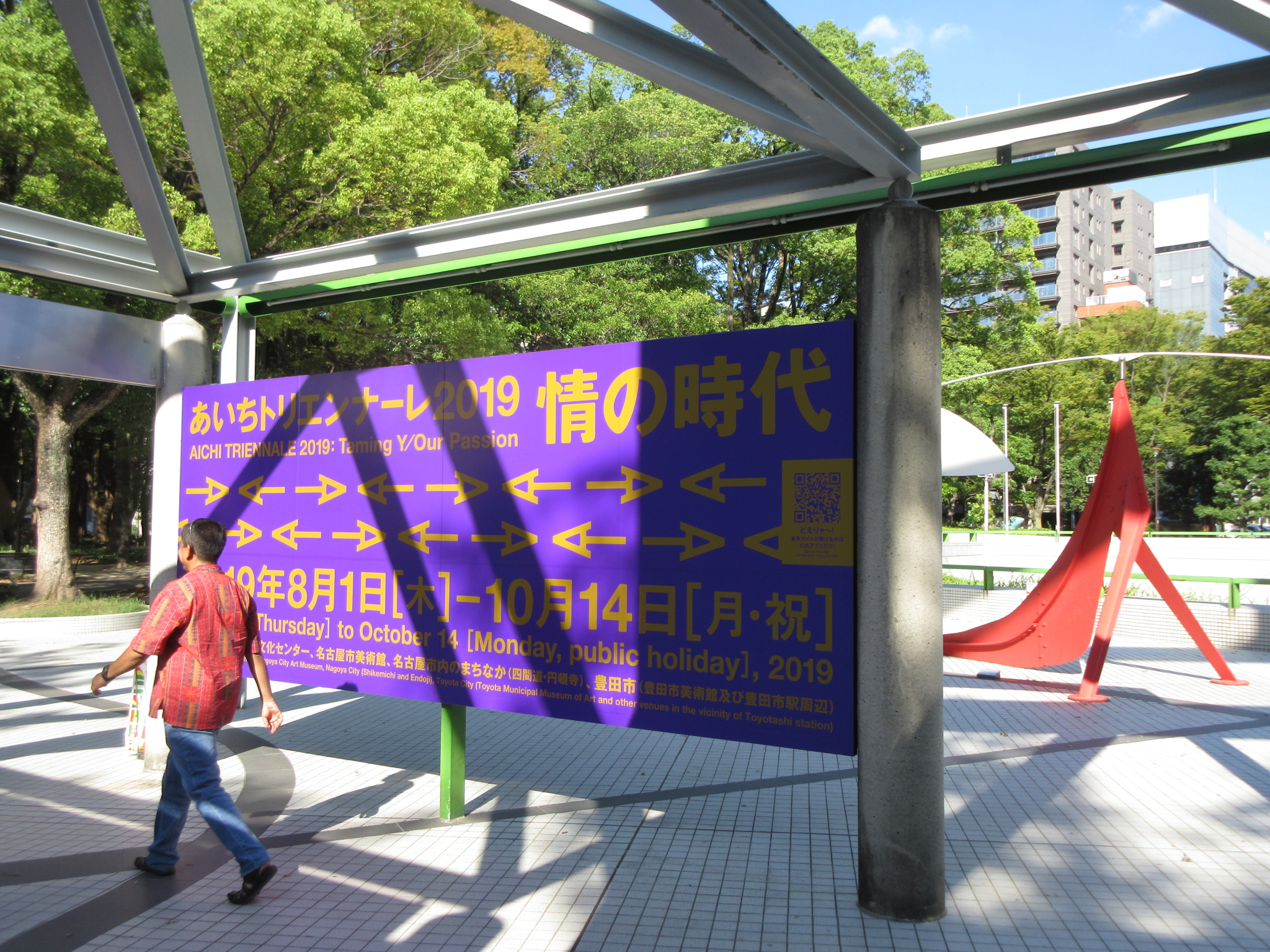
あいちトリエンナーレ2019ではモニカ・メイヤー、ドラ・ガルシアらの作品が展示された。

## 交通アクセス
- 名古屋市営地下鉄
  - 東山線・鶴舞線 伏見駅下車、南へ徒歩で約8分。
  - 鶴舞線 大須観音駅下車、北へ徒歩で約7分。
  - 名城線 矢場町駅下車、西へ徒歩で約10分。

## 近隣施設
- 名古屋市科学館 中区栄二丁目17-1（白川公園内）
- でんきの科学館 中区栄二丁目2-5
- 名古屋市環境学習センター・エコパルなごや[5]　中区栄一丁目23-13　伏見ライフプラザ13階
- 名古屋刀剣ワールド 中区栄三丁目35番地43
- 御園座 中区栄一丁目6番14号
- 国際デザインセンター 中区栄三丁目18番1号